# Brian Cadd
Brian Cadd est un auteur-compositeur-interprète et producteur australien né le 29 novembre 1946 à Perth.

## Biographie
Brian Cadd débute comme claviériste dans des petits groupes de la région de Melbourne (The Beale Street Jazz Band, The Castaways, The Jackson Kings). Il rejoint la formation pop The Groop (en) en 1966. Après son arrivée, la musique du Groop prend des accents plus rhythm and blues. Il coécrit plusieurs chansons avec le bassiste Max Ross et le batteur Richard Wright. L'une d'entre elles, When I Was Six Years Old, est reprise par le chanteur britannique Paul Jones. Une autre, Woman You're Breaking Me, marque la seule apparition du Groop dans le Top 10 des ventes australien et donne son nom au troisième album du groupe, sorti en 1967. Après la séparation du Groop en mai 1969, Brian Cadd fait partie des membres fondateurs d'Axiom, une formation country rock dont les premiers singles rencontrent un certain succès en Australie, mais qui se sépare après deux albums en mars 1971.
En 1972, Cadd interprète en solo trois chansons sur la bande originale du film Morning of the Earth (en). La même année, il met sur pied son propre label, Bootleg Records, avec le soutien de Ron Tudor (en), le fondateur de Fable Records (en). Il réunit des musiciens de studio sous le nom de Bootleg Family Band. Ce sont eux qui l'accompagnent sur son premier album solo, simplement intitulé Brian Cadd, puis sur Parabrahm (1973) et Moonshine (1974), qui connaissent tous de bonnes ventes en Australie. Ils sont également distribués aux États-Unis par Chelsea Records (en).
Cadd quitte l'Australie en 1975 pour s'installer aux États-Unis. Durant cette période, il publie deux albums, White on White (1976) et Yesterdaydreams (1978). Ses compositions sont reprises par de nombreux artistes tels que Gene Pitney, Glen Campbell ou les Pointer Sisters, mais il ne parvient pas à percer sur le sol américain et rentre dans son pays natal en 1981. Auparavant, de février à mars 1981, il joue du piano au sein du « Night Rider Band », le groupe qui accompagne Johnny Hallyday lors d'une tournée qui donne lieu à l'album Live. La même année, Hallyday reprend une chanson de Cadd, Yesterday Dreams (1978), sur son album studio Pas facile, dont le titre provient de celui de son adaptation française, C'est pas facile. 
Dans les années 1980, il met sur pied une compagnie de production, Shameless Productions. Il endosse le rôle de producteur pour des artistes comme Hans Poulsen (en) ou Dutch Tilders (en), tout en poursuivant sa carrière solo. Il rejoint une formation tardive des Flying Burrito Brothers dans les années 1990.
Il fait son entrée au ARIA Hall of Fame en 2007. En 2018, il est fait membre de l'ordre d'Australie pour services rendus à l'industrie musicale.

## Discographie

### En solo
- 1972 : Brian Cadd
- 1973 : Parabrahm
- 1974 : Moonshine
- 1976 : White on White
- 1978 : Yesterdaydreams
- 1985 : No Stone Unturned
- 2003 : Cleanskin
- 2005 : Quietly Rusting
- 2011 : Wild Bulls and Horses (avec Russell Morris (en))
- 2013 : The Story of Sharky and the Caddman (avec Glenn Shorrock (en))
- 2016 : Bulletproof (avec le Bootleg Family Band)
- 2019 : Silver City
- 2024 : Dream Train

### Comme membre d'un groupe
- 1967 : Woman You're Breaking Me de The Groop (en)
- 1970 : Fool's Gold de Axiom
- 1971 : If Only... de Axiom
- 1994 : Eye of a Hurricane des Flying Burrito Brothers